# Кармаза Олександра Олександрівна
Олександра Олександрівна Кармаза (народилася 8 листопада 1972 року в селі Вишеньки Бориспільського району Київської області) — український науковець-правник і державний службовець, доктор юридичних наук (з 2014), професор (з 2018), член Центральної виборчої комісії (з 2019).

## Життєпис
У 1991—1996, після закінчення Київського міського педагогічного училища № 3 за фахом вчитель початкових класів (1991), працювала вчителем початкових класів Гнідинської середньої школи Бориспільського району Київської області.
У 1996—1998 працювала слідчим слідчого відділу Радянського РУ ГУ МВС України в м. Києві. У 1998—2003 — помічник-консультант народних депутатів України А. Єрмака, Г. Омельченка (на постійній основі, Апарат Верховної Ради України).
У 2000 закінчила Київський національний університет імені Тараса Шевченка — правознавство, спеціаліст права.
У 2003—2019 працювала старшим консультантом, головним консультантом Головного юридичного управління Апарату Верховної Ради України.
З 4 жовтня 2019 року — член Центральної виборчої комісії України.

## Науковець і педагог
В Інституті міжнародних відносин Київського національного університету імені Тараса Шевченка 2006 року захистила кандидатську дисертацію на тему: «Спадкування у сучасному міжнародному приватному праві», 2014 року — докторську дисертацію на тему: «Концепції охорони та захисту житлових прав в цивілістичному процесі».
У 2006—2016 — викладач, доцент, професор кафедри цивільного права і процесу Українського державного університету фінансів та міжнародної торгівлі.
У 2010—2015 роках — доцент кафедри нотаріального та виконавчого процесу і адвокатури юридичного факультету Київського національного університету імені Тараса Шевченка.
У 2016 році — професор кафедри міжнародного приватного, комерційного та цивільного права Київського національного торговельно-економічного університету.
У 2016—2019 — професор кафедри приватно-правових дисциплін Університету сучасних знань.
З 2016 року — викладач Інституту післядипломної освіти Київського національного університету імені Тараса Шевченка.
З 2020 року і до цього часу — професор кафедри цивільного процесу Інституту права Київського національного університету імені Тараса Шевченка.
У 2021 році — головний науковий співробітник відділу проблем приватного права Науково-дослідного інституту приватного права і підприємництва імені академіка Ф. Г. Бурчака НАПрН України.
З 2021 року до цього часу — професор кафедри приватного, публічного права та предиктивного правосуддя Університету штучного інтелекту та цифровізації.
Член редакційних колегій наукового журналу «Приватне та публічне право» та збірника наукових праць «Держава і право».
Член спеціалізованих вчених рад для захисту дисертацій на здобуття наукового ступеня доктора (кандидата) юридичних наук в Університеті Короля Данила Галицького та в Інституті міжнародних відносин Київського національного університету імені Тараса Шевченка. Була членом спеціалізованих вчених рад: для захисту дисертацій на здобуття наукового ступеня доктора (кандидата) юридичних наук в Інституті законодавства Верховної Ради України, Інституті держави і права ім. В. М. Корецького НАН України; з правом прийняття до розгляду та проведення разового захисту дисертацій на здобуття ступеня доктора філософії у галузі права Київського національного університету імені Тараса Шевченка.
Під її керівництвом захищено 2 докторські дисертації та 4 кандидатські дисертації у галузі права. Здійснює наукове керівництво.

## Громадська діячка
Є членом громадської організації «Центр українсько-європейського наукового співробітництва».

## Наукові праці
Автор, співавтор понад 200 науково-методичних та наукових публікацій, зокрема 10 монографій, понад 170 наукових статей у фахових виданнях України та виданнях, включених в базу Scopus та в базу Web of Science.
Персональні та колективні монографії:
1. Кармаза О. О. Концепції охорони та захисту житлових прав в Україні: матеріальний та процесуальний аспекти: монографія. Миронівка: ПрАТ «Миронівська друкарня», 2013. 400 с.
2. Кармаза О. О., Гріненко О. О., Стрілько В. Ю. Нотаріальний процес з іноземним елементом. Монографія. К., 2018. 216 с.
3. Karmaza O.O., Koucherets D.B. The ensuring the right to housing according to the legislation of Ukraine. Theoretical and practical mechanisms of development of legal science at the beginning of the third millennium: Collective monograph. Tbilisi: Izdevnieciba «Baltija Publishing», 2018. P. 197—214
4. Karmaza O.O., Koucherets D.B. Comparative and legal analysis of the Institute for settlement of dispute with the participation of the judge and the Mediation Institute in Ukraine. Scientific achievements of countries of Europe in the field of legal science. Collective monograph. Riga: Izdevnieciba «Baltija Publishing», 2018. 384 p. P.159-178
5. Karmaza Oleksandra, Grinenko Olena Protection of housing rights of foreigners in the notarial and civil processes of Ukraine: procedural order. Development of modern science: the experience of European countries and prospects for Ukraine: monograph / edited by authors. 3rd ed. Riga, Latvia: «Baltija Publishing», 2019. P.42-60
6. Кармаза О. О., Кушерець Д. В. Законодавство України у сфері медіації: перспективи розвитку. Legislation of EU countries: history, shortcomings and prospects for the development: Collective monograph. Frankfurt (Oder): Izdevnieciba «Baltija Publishing». 2019. P.56-75.
7. Karmaza O., Koucherets D. Defence and protection of housing rights in a civilistic (legal) process. Innovative scientific researches: European development trends and regional aspect. — 3rd ed. — Riga, Latvia: «Baltija Publishing», 2020. — 272 p.
8. Karmaza O.O. Trends development in digitalization of international business. Modern researches: progress of the legislation of Ukraine and experience of European Union: Collective monograph. Riga: Izdevnieciba «Baltija Publishing». 2020. P. 677—699
9. Oleksandra Karmaza, Oleg Goretskyy Mediation in the electoral process of Ukraine: prospects for development. Integration of traditional and innovation processes of development of modern science: collective monograph / edited by authors. — 2nd ed. — Riga, Latvia: «Baltija Publishing», 2020. — 324 p. P.214-237.
10. Karmaza O., Koucherets D. Artificial intelligence in the civil process: prospects for use. The latest development of the modern legal sciences and education in Ukraine and EU countries: an experience, challenges, expectations: Collective monograph. Riga, Latvia: «Baltija Publishing», 2021. Р. 233—262.

Книги і посібники:
1. Кармаза О. О. Правовий статус біженця та процедура його. К.: Видавець Фурса С. Я. 2006. 128 с.
2. Кармаза О. О. Міжнародне спадкове право: Науково-практичний посібник. К.: Видавець Фурса С. Я.: КНТ. 2007. 328 с.
3. Кармаза О. О. Все про приватні підприємства: реєстрація, оподаткування, ліцензування та патентування. К. 2007. 180 с.
4. Кармаза О. О. Спадкові відносини з іноземним елементом. Спадкове право: Нотаріат. Адвокатура. Суд: Наук.-практ. посіб. С. Я. Фурса, Є. І. Фурса, О. М. Клименко, С. Я. Рабовська, Л. О. Кармаза та ін.; За заг. ред. С. Я. Фурси. К.: Видавець Фурса С. Я.: КНТ. 2007. 1216 с.
5. Кармаза О. О. Сімейні відносини з іноземним елементом. Сімейний кодекс України: Наук.-практ. коментар. За заг. ред. Фурси С. Я. К. 2008. 1248с.
6. Кармаза О. О. Ліцензування певних видів господарської діяльності. К.: Фурса С. Я. 2008. 200 с.
7. Кармаза О. О., Фурса С. Я. Застава як спосіб забезпечення зобов'язання. Договірне право України. Загальна частина: навч. посіб. Т. В. Боднар, О. В. Дзера, Н. С. Кузнєцова та ін.; за ред. О. В. Дзери. К.: Юрінком Інтер. 2008. С. 627—654.
8. Житловий кодекс Української РСР: Науково-практичний коментар. С. Я. Фурса, О. О. Кармаза, Є. І. Фурса. К., 2008. 1280 с.
9. Кармаза О. О. Розділ Х. Колізійні норми щодо спадкування. Міжнародне приватне право. Наук.-практ. коментар Закону. За ред. проф. А.Довгерта. Х.: ТОВ «Одіссей», 2008. С. 280—287.
10. Фурса С. Я., Кармаза О. О. Основи споживчих знань. Захист прав споживачів: судова та адвокатська практики: Науково-практичний посібник. К.: Видавець Фурса С. Я.: КНТ. 2009. 704 с.
11. Кармаза О. О. Поняття міжнародного цивільного процесу України, його предмет, метод, система та джерела. Принципи міжнародного цивільного процесу. Міжнародний цивільний процес України: Навч. посібник-практикум. За ред. С. Я. Фурси. К., 2010. С. 10–79.
12. Кармаза О. О. Принципи міжнародного нотаріального процесу. Цивілістична процесуальна думка: Збірник наукових статей. За заг. ред. С. Я. Фурси. К., 2012. С. 366—377.
13. Кармаза О. О. Нотаріальне провадження з посвідчення та засвідчення безспірних фактів. Теорія нотаріального процесу: Науково-практичний посібник. За заг. ред. С. Я. Фурси. К., 2012. С. 664—669, 692—696.